# Bad Wolves
Bad Wolves est un supergroupe américain de rock formé en 2017.

## Historique

### Formation etDisobey(2017-2018)
Bad Wolves, originaire de Los Angeles, est composé du chanteur Tommy Vext (ex-Divine Heresy, ex-Snot), du batteur John Boecklin (ex-DevilDriver), du guitariste Doc Coyle (ex-God Forbid), du guitariste rythmique Chris Cain (ex-Bury Your Dead, ex-For The Fallen Dreams) et le bassiste Kyle Konkiel (ex-In This Moment, Vimic) et est géré par Zoltan Bathory de Five Finger Death Punch.
En mai 2017, le supergroupe sort son premier single, Learn to Live suivi de Toast to the Ghost en novembre de la même année. Son troisième single, une reprise de Zombie du groupe Irlandais The Cranberries — avec un texte adapté aux conflits du XXIe siècle —, devait être une collaboration avec la chanteuse Dolores O'Riordan, leader des Cranberries. Le chanteur de Bad Wolves, Tommy Vext, est l'unique responsable de cette "update" sur la chanson des The Cranberries. Dolores décède le 15 janvier 2018 d'une mort soudaine, sans avoir pu poser sa voix sur la reprise de Bad Wolves. La nuit de son décès, le 15 janvier 2018, à Londres, Dolores O'Riordan laissa un message vocal à son ami et directeur général de E7LG-Europe, Dan Waite, dans lequel elle a proposé de "chanter dessus", sur la reprise que Waite avait précédemment donné à O'Riordan pour l'écouter et l'accréditer. TMZ a publié ce message vocal le 05 avril 2018. Le groupe américain continue tout de même la production du single, qui sort le 18 janvier. L'intégralité des gains amassés par la vente du single sont reversés aux enfants de O'Riordan. La cover version de Zombie par Bad Wolves est un succès : la chanson est no 1 du classement Spotify dans quarante pays, ainsi que de celui d'iTunes. Avec plus d'un million de ventes, le single est certifié disque de platine aux États-Unis en août.
Bad Wolves sort leur premier album studio, Disobey, le 11 mai 2018. Le supergroupe est en tournée avec Five Finger Death Punch, Shinedown, Breaking Benjamin et Starset durant le premier semestre de l'année 2018.

### N.A.T.I.O.N.(depuis 2019)
Le 26 juillet 2019, Bad Wolves sort un nouveau single intitulé I'll Be There, puis quelques jours plus tard Killing Me Slowly le 23 août 2019 et annonce la sortie de son prochain album, N.A.T.I.O.N., pour le 25 octobre 2019.
Sober le troisième single sortira le 20 septembre 2019 puis Crying Game quatrième et dernier single sortira 2 semaines avant la sortie de N.A.T.I.O.N. le 11 octobre 2019.
Deux singles inédits sont sortis le 10 avril 2020 sur Patreon. Les deux singles incluent une reprise de "Heart Shaped Box" de Nirvana et une nouvelle chanson intitulée "Shanghai".
Dans une interview en octobre 2020, le chanteur Tommy Vext confirme que le groupe a presque terminé son troisième album complet et qu'il pourrait le sortir six mois plus tôt exclusivement via Patreon.

### Départ de Tommy Vext
Le 9 janvier 2021, Tommy Vext annonce son départ de Bad Wolves, avec l'intention de lancer sa propre carrière solo. Avant que son message vidéo ne soit effacé, il évoque que ses opinions politiques et son soutien à Donald Trump sont à l'origine de son éviction de Bad Wolves. Le groupe confirme le départ de Vext sans en donner les raisons, indiquant qu'un nouvel album paraîtra en 2021, sans préciser pour autant quel sera le nouveau chanteur.

### Arrivée de Daniel Laskiewicz et annonce de Dear Monsters
Le 2 juin 2021, Bad Wolves annonce sur leur page Facebook leur nouveau chanteur Daniel “DL” Laskiewicz qui succédera donc à Tommy Vext parti en début d'année 2021.
De plus, le supergroupe annonce le nom de leur futur 3ème album qui s'intitulera Dear Monsters.
Le 8 septembre 2021, Bad Wolves sort un nouveau single intitulé Lifeline et annonce la sortie de Dear Monster pour le 29 octobre 2021. Suivra le 5 Octobre 2021, le second single intitulé House Of Cards.

### Départ de Chris Cain et arrivée de Max Karon
Le guitariste rythmique officialise sur son compte Instagram le 14 avril 2022 qu'il met fin à son aventure avec le supergroupe en remerciant tous les fans pour leur soutien durant ces 4 dernières années et en souhaitant à Bad Wolves tout le meilleur pour la suite. Quelques jours plus tard, Bad Wolves annonce sur leur compte Instagram le nom du nouveau guitariste rythmique, Max Karon qui succédera donc à Chris Cain.

### Nouveau singleThe Bodyet EPSacred Kiss
Bad Wolves dévoile le 1er juillet leur nouveau single intitulé The Body, tiré de son nouvel EP prévu pour 28 juillet prochain. Le 28 juillet, le supergroupe sort un EP intitulé Sacred Kiss.

### Die About It (2023–présent)
En 2023, Doc Coyle a commencé à tourner avec Ice Nine Kills, remplaçant Dan Sugarman. En juillet, Max Karon a annoncé qu'il ne tournait plus avec Bad Wolves, mais qu'il continuait à aider à l'écriture de chansons. Le 21 juillet, Bad Wolves sort son premier single, "Bad Friend", issu de son quatrième album "Die About It" qui sortira le 3 novembre prochain. Le 18 août "Legends Never Die" deuxième single sort.

## Membres du groupe
- Daniel “DL” Laskiewicz : Voix principales (depuis 2021), guitare rythmique (depuis 2023)
- Doc Coyle : guitare solo, Chœurs (depuis 2017)
- Kyle Konkiel : basse, chœurs (depuis 2017)
- John Boecklin : batterie (depuis 2017)

### Ancien membre
- Tommy Vext - Voix principales (2017-2021)
- Chris Cain : guitare rythmique (2017-2022)
- Max Karon : guitare rythmique (2022-2023)

### Membre additionnel pour les concerts
- Olly Steele : guitare rythmique (pour la tournée Kill The Noise 2022)

## Discographie

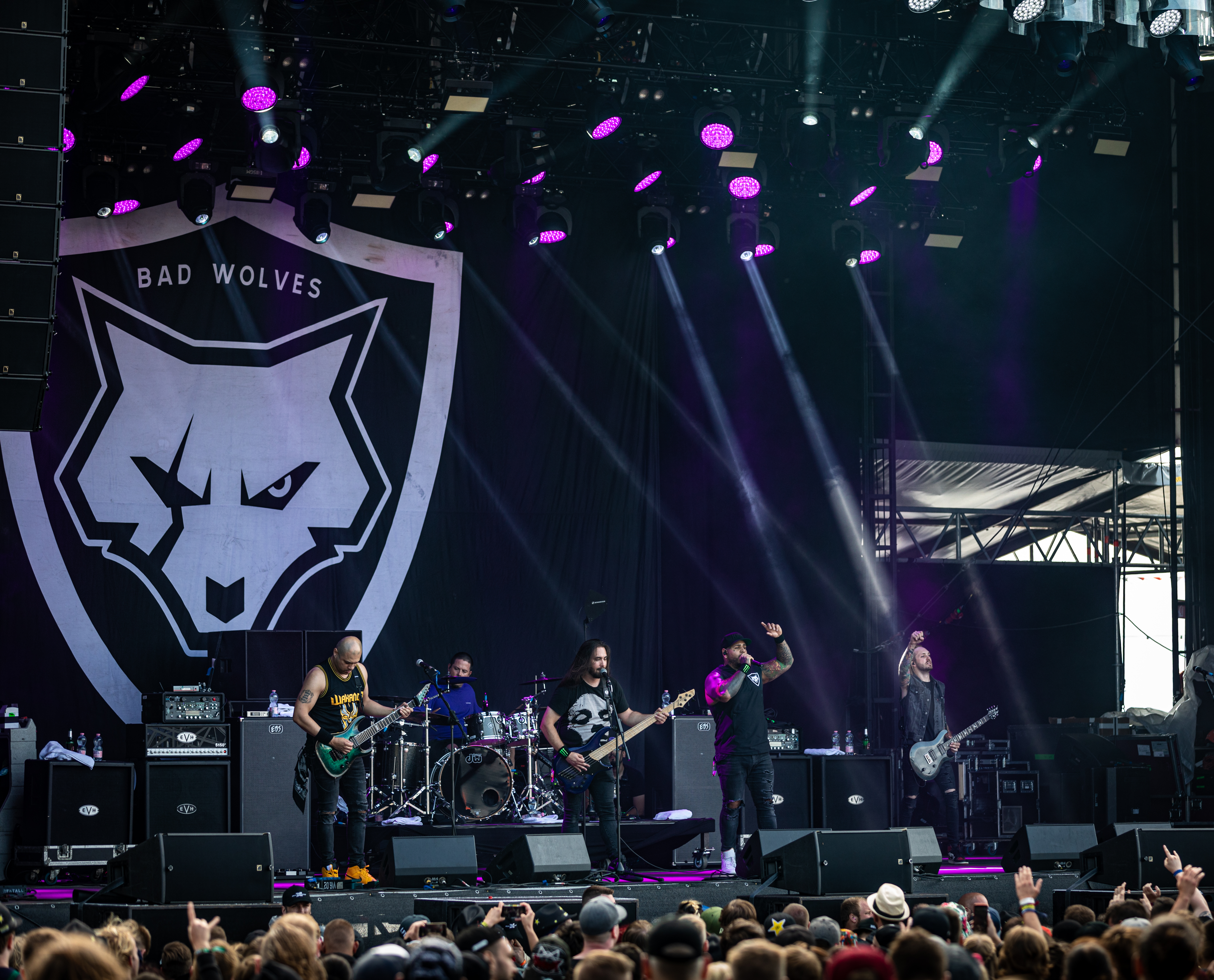
Bad Wolves sur scène, à l'édition 2019 du festival Rock am Ring.

### Albums
| Titre         | Détails de l'album                                                                        | Classement | Classement | Classement | Classement | Classement | Classement | Classement | Classement | Classement | Classement |
| Titre         | Détails de l'album                                                                        | US         | US Rock    | AUS        | AUT        | CAN        | FRA        | GER        | NZ Heat.   | SWI        | UK         |
| ------------- | ----------------------------------------------------------------------------------------- | ---------- | ---------- | ---------- | ---------- | ---------- | ---------- | ---------- | ---------- | ---------- | ---------- |
| Disobey       | - Sortie : 11 mai 2018 - Label : Eleven Seven - Format : CD, téléchargement               | 23         | 3          | 9          | 39         | 23         | 89         | 55         | 9          | 24         | 51         |
| N.A.T.I.O.N.  | - Sortie : 25 octobre 2019 - Label : Eleven Seven - Format : CD, téléchargement numérique | —          | —          | —          | —          | —          | —          | —          | —          | —          | —          |
| Dear Monsters | - Sortie : 29 Octobre 2021 - Label : Better Noise                                         |            |            |            |            |            |            |            |            |            |            |
| Die About It  | Sortie : 3 Novembre 2023                                                                  |            |            |            |            |            |            |            |            |            |            |

### Extended plays
- False Flags, Volume 1 (2018)
- False Flags, Volume 2 (2018)

### Singles
| Titre                            | Année | Classement | Classement | Classement    | Classement | Classement | Classement | Classement | Classement | Classement | Classement | Certifications                          | Album        |               |
| Titre                            | Année | US         | US Alt.    | US Main. Rock | US Rock    | AUS        | CAN        | CAN Rock   | FRA        | SCO        | SWI        | Certifications                          | Album        |               |
| -------------------------------- | ----- | ---------- | ---------- | ------------- | ---------- | ---------- | ---------- | ---------- | ---------- | ---------- | ---------- | --------------------------------------- | ------------ | ------------- |
| Learn to Live                    | 2017  | —          | —          | —             | —          | —          | —          | —          | —          | —          | —          |                                         | Disobey      |               |
| Toast to the Ghost               | 2017  | —          | —          | —             | —          | —          | —          | —          | —          | —          | —          |                                         | Disobey      |               |
| Zombie                           | 2018  | 54         | 26         | 1             | 5          | 26         | 47         | 7          | 7          | 28         | 48         | - RIAA : Gold - ARIA : Gold - MC : Gold | Disobey      |               |
| Better the Devil                 | 2018  | —          | —          | —             | —          | —          | —          | —          | —          | —          | —          |                                         | Disobey      |               |
| Hear Me Now (featuring Diamante) | 2018  | —          | —          | 19            | 33         | —          | —          | —          | —          | —          | —          | —                                       | Disobey      |               |
| I'll Be There                    | 2019  | —          | —          | —             | —          | —          | —          | —          | —          | —          | —          | —                                       | N.A.T.I.O.N. |               |
| Killing Me Slowly                | 2019  |            | —          | 11            | 42         | —          | —          | —          | —          | —          | —          | —                                       | N.A.T.I.O.N. |               |
| Sober                            | 2019  |            | —          | —             | —          | —          | —          | —          | —          | —          | —          | —                                       | N.A.T.I.O.N. |               |
| Crying Game                      | 2019  |            | —          | —             | —          | —          | —          | —          | —          | —          | —          | —                                       | N.A.T.I.O.N. |               |
| Lifeline                         | 2021  | —          | —          | —             | —          | —          | —          | —          | —          | —          | —          |                                         | N.A.T.I.O.N. | Dear Monsters |
| House Of Cards                   | 2021  | —          | —          | —             | —          | —          | —          | —          | —          | —          |            |                                         |              | Dear Monsters |

### Clips musicaux
| Titre                            | Année | Réalisateur    |
| -------------------------------- | ----- | -------------- |
| Learn to Live                    | 2017  | Orie McGinness |
| Zombie                           | 2018  | Wayne Isham    |
| Hear Me Now (featuring Diamante) | 2018  | N/A            |
| Remember When                    | 2018  | Martin Coppen  |
| I'll Be There                    | 2019  | Bryan Ramirez  |
| Killing Me Slowly                | 2019  | Nick Peterson  |
| Lifeline                         | 2021  | N/A            |
| House Of Cards                   | 2021  | N/A            |